# Solza
Solza [ˈsolʦa] (Sólsa [ˈsolza] in dialetto bergamasco) è un comune italiano di 1 986 abitanti della provincia di Bergamo in Lombardia.
Situato nell'Isola bergamasca, si trova a circa 15 chilometri ad ovest del capoluogo orobico.

## Storia
I primi insediamenti stabili di una certa consistenza presenti sul territorio comunale risalgono all'epoca romana, quando nelle vicinanze era posta un'importante via di comunicazione utilizzata sia in ambito militare che in quello commerciale.
Si pensa inoltre che in tale periodo il paese fosse inserito nel pagus fortunensis, al pari degli altri borghi dell'isola.
Nei secoli successivi il territorio venne inserito dai Franchi nel Sacro Romano Impero, i cui reggenti instaurarono il feudalesimo.
Si pensa che il toponimo trovi origine in quegli anni e possa derivare direttamente dalla famiglia dei Solza, di stirpe germanica e discendente dell'imperatore. Altre teorie, meno accreditate, vorrebbero far derivare il nome da solsa e solsole, indicanti un territorio con presenza di acque ad alto grado di salinità.
Tuttavia per aspettare il primo documento che attesti con certezza l'esistenza del borgo, bisogna aspettare fino al 1068, quando Solza, menzionato come castrum, e venne inizialmente affidato alla gestione del vescovo di Bergamo.
Successivamente venne quindi interessato dalle lotte tra le fazioni guelfe e ghibelline, che imperversarono in tutta la provincia bergamasca.
Numerosi furono gli attacchi esterni, dovuti per lo più alla vicinanza con la roccaforte di Trezzo sull'Adda. In tal senso imponente fu la devastazione compiuta da Bernabò Visconti nel 1377, che colpì anche il vicino borgo di Medolago, uccidendo sessanta persone e dando luogo ad un incendio dalle vaste proporzioni, in cui venne distrutta anche la chiesa parrocchiale di San Giorgio.
In tal senso sul territorio comunale sorsero numerose fortificazioni difensive, tra cui anche un castello, di proprietà della famiglia Colleoni. Proprio nel maniero, di cui attualmente si può ammirare parte della struttura, nacque il famoso condottiero Bartolomeo Colleoni, a cui il borgo di Solza legò i propri momenti di maggior splendore.
La situazione ritornò alla tranquillità a partire dal 1427 quando, unitamente al resto della provincia bergamasca, venne posto sotto il dominio della Repubblica di Venezia, la quale emanò una serie di provvedimenti volti a migliorare la situazione sociale ed economica.
Inoltre il borgo fu nuovamente infeudato dalla Serenissima alla famiglia Colleoni, che vi mantenne la residenza a lungo.
Da quel momento pochi furono gli avvenimenti degni di nota per il paese, che seguì le sorti del resto della provincia, passando alla Repubblica Cisalpina nel 1797, al Regno Lombardo-Veneto nel 1815, ed infine al neonato Regno d'Italia nel 1859.
Tale autonomia venne revocata nel 1927 quando venne fuso con il vicino comune di Medolago, formando il comune di Riviera d'Adda, con sede comunale posta nel paese. Soltanto nel 1970 i due paesi riacquistarono autonomia.

### Simboli
Lo stemma comunale e il gonfalone sono stati concessi con decreto del presidente della Repubblica del 15 luglio 1983.
La torre rappresenta il castello medievale dove nacque Bartolomeo Colleoni al quale Solza legò la sua prosperità e la sua fortuna. I tre cuori rovesciati sono l'emblema del celebre condottiero. La testa umana ricorda la famiglia bergamasca dei Solza, di parte guelfa che prese nome dal paese e diede magistrati, soldati e docenti a Bergamo. La croce del Calvario si riferisce all'Istituto della Pietà fondato nel 1466 dal Colleoni, grazie anche al contributo dei cittadini.
Il gonfalone è un drappo partito di azzurro e di giallo.

## Monumenti e luoghi d'interesse
Il luogo di maggior richiamo è il castello dei Colleoni, probabilmente risalente ad un periodo compreso tra il X e il XI secolo. Qui vi nacque da Paolo Colleoni il celebre condottiero Bartolomeo Colleoni, come ricordato una lapide all'interno della fortezza.
Il castello non si presenta nel suo splendore originale, avendo subito interventi strutturali nel corso dei secoli, nonché vittima dell'incuria. Adibito a lungo ad abitazione rurale, è stato interessato da un'operazione di recupero, rendendolo sede di mostre ed eventi.
La sua struttura comprende i lati ovest e sud, costruiti in pietre squadrate e ciottoli, prevalentemente ricavate dall'alveo del fiume Adda. Originariamente era presente anche una torre, poi notevolmente ridotta in dimensioni.
È inoltre degna di menzione la chiesa parrocchiale di San Giorgio, citata in documenti risalenti all'inizio del XIV secolo. Più volte distrutta e ricostruita, l'ultima delle quali risalente al 1722 con evidenti ristrutturazioni avvenute nel XX secolo, al proprio interno presenta opere di pregevole fattura, tra le quali spiccano due dipinti raffiguranti il santo patrono, eseguiti da Enrico Scuri e gli affreschi di Vincenzo Angelo Orelli.

## Società

### Evoluzione demografica
Abitanti censiti

## Amministrazione
| Periodo        | Periodo        | Primo cittadino   | Partito                         | Carica  | Note |
| -------------- | -------------- | ----------------- | ------------------------------- | ------- | ---- |
| 14 giugno 2004 | 29 maggio 2006 | Lino Massi        | lista civica                    | sindaco |      |
| 30 maggio 2006 | in carica      | Maria Carla Rocca | lista civica "Unione per Solza" | sindaco |      |